# Елвуд (Юта)
Елвуд (англ. Elwood) — місто (англ. town) в США, в окрузі Бокс-Елдер штату Юта. Населення — 1173 особи (2020).

## Географія
Елвуд розташований за координатами 41°40′23″ пн. ш. 112°8′12″ зх. д. / 41.67306° пн. ш. 112.13667° зх. д. (41.673091, -112.136599).  За даними Бюро перепису населення США в 2010 році місто мало площу 20,27 км², з яких 20,24 км² — суходіл та 0,04 км² — водойми.

## Демографія
Згідно з переписом 2010 року, у місті мешкали 1034 особи в 299 домогосподарствах у складі 264 родин. Густота населення становила 51 особа/км².  Було 308 помешкань (15/км²).
Расовий склад населення:
| - 94,4 % — білих - 1,3 % — азіатів - 0,2 % — вихідців з тихоокеанських островів - 0,1 % — корінних американців - 0,1 % — чорних або афроамериканців - 2,1 % — осіб інших рас |

До двох чи більше рас належало 1,8 %. Частка іспаномовних становила 4,4 % від усіх жителів.
За віковим діапазоном населення розподілялося таким чином: 37,0 % — особи молодші 18 років, 54,3 % — особи у віці 18—64 років, 8,7 % — особи у віці 65 років та старші. Медіана віку мешканця становила 31,0 року. На 100 осіб жіночої статі у місті припадало 105,6 чоловіків;  на 100 жінок у віці від 18 років та старших — 99,7 чоловіків також старших 18 років.
Середній дохід на одне домашнє господарство  становив 79 461 долар США (медіана — 71 167), а середній дохід на одну сім'ю — 83 331 долар (медіана — 75 000). За межею бідності перебувало 5,7 % осіб, у тому числі 7,8 % дітей у віці до 18 років та 0,0 % осіб у віці 65 років та старших.
Цивільне працевлаштоване населення становило 471 особа. Основні галузі зайнятості: освіта, охорона здоров'я та соціальна допомога — 17,4 %, виробництво — 15,9 %, сільське господарство, лісництво, риболовля — 12,5 %, роздрібна торгівля — 9,8 %.